# Revolta de Ahmed Barzani
A revolta de Ahmed Barzani refere-se à primeira das principais revoltas de Barzani e à terceira insurreição nacionalista curda no Iraque moderno. A revolta começou em 1931, depois que Ahmed Barzani, um dos líderes curdos mais proeminentes no sul do Curdistão, conseguiu unificar várias outras tribos curdas. O ambicioso líder curdo alistou vários líderes curdos na revolta, incluindo seu irmão mais novo Mustafa Barzani, que se tornou um dos comandantes mais notórios durante a revolta. As forças de Barzani acabaram sendo dominadas pelo Exército iraquiano com apoio britânico, forçando os líderes de Barzan a irem para a clandestinidade.
Ahmed Barzani foi posteriormente forçado a fugir para a Turquia, onde foi detido e depois enviado para o exílio no sul do Iraque. Embora inicialmente uma disputa tribal, o envolvimento do governo iraquiano inadvertidamente levou ao crescimento do Xeique Ahmed e Mulá Mustafa Barzani como proeminentes líderes curdos. Ao longo desses primeiros conflitos, os Barzanis exibiram consistentemente sua liderança e proeza militar, fornecendo oposição constante ao incipiente exército iraquiano. Especula-se que o exílio nas grandes cidades expôs os Barzanis às ideias do nacionalismo curdo urbano.

## Pano de Fundo

### Início do separatismo curdo
Pouco depois dos acordos finais da Primeira Guerra Mundial, Xeique Mahmud Barzanji da ordem Qadiriyyah dos sufis, a personalidade mais influente no sul do Curdistão, foi nomeado governador do antigo sanjaco de Duhok. O Xeique Sheikh Mahmud liderou a primeira revolta curda no sul do Curdistão controlado pelos britânicos (Curdistão iraquiano) em maio de 1919. Usando sua autoridade como líder religioso, Xeique Mahmud convocou uma jihad contra os britânicos em 1919 e assim conquistou o apoio de muitos curdos indiferentes à luta nacionalista. Embora a intensidade de sua luta fosse motivada pela religião, o campesinato curdo apreendeu a ideia de “liberdade nacional e política para todos” e lutou por “uma melhoria em sua posição social”.
Entre os muitos apoiadores e líderes de Mahmud estava Mustafa Barzani, de 16 anos, o futuro líder da causa nacionalista curda e comandante das forças Peshmerga no Iraque curdo. Os combatentes Barzani eram apenas uma parte da força de 500 pessoas do Xeique. Como os britânicos ficaram sabendo do crescente poder político e militar do xeique, eles foram forçados a responder militarmente. Duas brigadas britânicas foram enviadas para derrotar os combatentes do Xeique Mahmoud em Darbandi Bazyan, perto de Sulaimaniyah, em junho de 1919. O Xeique Mahmoud acabou sendo preso e exilado na Índia em 1921. Os combatentes de Mahmud continuaram a se opor ao domínio britânico após sua prisão. Embora não mais organizada sob um líder, essa força intertribal era “ativamente anti-britânica”, engajando-se em ataques de atropelamento, matando oficiais militares britânicos e participando de outras atividades anti-britânicas. Na Turquia, alguns curdos deixaram as fileiras do exército turco para se juntarem ao exército curdo.
Após o Tratado de Sèvres, que estabeleceu alguns territórios, Sulaymaniya ainda permaneceu sob controle direto do Alto Comissário britânico. Após a subsequente penetração do destacamento turco "Özdemir" na área, os britânicos tentaram contrariar essa manobra nomeando o Xeique Mahmud, que voltou de seu exílio, como governador mais uma vez, em 14 de setembro de 1922. 
O Xeique Mahmud se revoltou novamente e em novembro declarou-se Rei do Reino do Curdistão. Membros de seu gabinete incluíram:
- Xeique Qadir Hafeed - Primeiro Ministro
- Abdulkarim Alaka – Ministro das Finanças
- Ahmed Bagy Fatah Bag – Ministro da Alfândega
- Hajy Mala Saeed Karkukli – Ministro da Justiça
- Hema Abdullah Agha – Ministro do Trabalho.[7]

Barzani foi derrotado pelos britânicos em julho de 1924. Depois que o governo britânico finalmente derrotou o Xeique Mahmud, eles entregaram o Iraque ao rei Faiçal I e a um novo governo liderado pelos árabes. Em janeiro de 1926, a Liga das Nações deu o mandato sobre o território ao Mandato do Iraque, com a provisão de direitos especiais para os curdos.

### Antecedentes do Xeique Ahmed
Após a execução do Xeique Abd al-Salam em 1914 pelas autoridades turcas, seu irmão de 18 anos, Ahmed Barzani, assumiu o comando da tribo. Ahmed, descrito como “jovem e instável”, continuou a governar como seu irmão, conquistando o poder religioso e político e tornando-se Xeique da região. A crescente autoridade religiosa do Xeique Ahmad acabaria levando a um conflito.
Convencido da divindade de Ahmad, Mulá Abd al-Rahman proclamou que o Xeique era “Deus” e declarou-se um profeta. Embora Abd al-Rahman tenha sido morto pelo irmão de Xeique Ahmad, Muhammad Sadiq, as ideias sobre a divindade de Ahmad se espalharam.

## Eventos de 1931

### Revolta

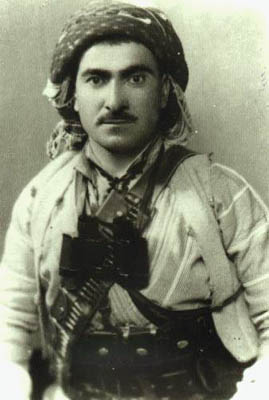
O jovem Mustafa Barzani durante a revolta de 1931-32.

As excentricidades de Xeique Ahmed resultariam em ele se tornar alvo de tribos rivais em 1931. Como os numerosos ataques tribais e contra-ataques envolvendo os Barzanis começaram a assolar o campo, o novo governo iraquiano, tendo recentemente concordado com a independência com a Grã-Bretanha, tentou destruir a contenciosa tribo Barzani. O conflito entre os Barzanis e as forças iraquianas começou no final de 1931 e continuou até 1932. Comandando os combatentes de Barzani estava o irmão mais novo do Xeique Ahmed, Mulá Mustafa Barzani. Mustafa ganharia destaque contra as forças iraquianas (que foram complementadas por comandantes britânicos e pela Força Aérea Real Britânica).

### Ligações com a revolta Ararat
Ahmed Barzani era o centro das atenções do descontentamento britânico, iraquiano e turco. Ele simpatizava muito com os movimentos curdos no norte liderados por Khoyboun (a Revolta de Ararat). Ele recebeu muitos curdos, que buscavam refúgio em Barzan, incluindo Kor Hussein Pasha. Em setembro de 1930, um adido militar turco em Bagdá disse ao primeiro-ministro do Iraque, Nuri Said: “As operações militares turcas em Ararat foram muito bem-sucedidas. O exército realizará operações semelhantes a oeste do Lago de Vã. Esperamos que essas operações terminem em breve. O exército turco se mobilizará ao longo da fronteira Iraque - Turquia se o exército iraquiano se mover contra o Xeique Barzani." Na verdade, Ismet Inönü reclamou com Nuri al-Said em Ancara que o Xeique Ahmed estava apoiando a insurreição em Ararat.

### Acordos finais
Em junho de 1932, o Xeique Ahmed Barzani, seus irmãos e um pequeno contingente de homens foram forçados a buscar asilo na Turquia. Embora Ahmad tenha sido separado de seus seguidores e enviado para Ancara, Mulá Mustafa e Muhammad Sadiq continuaram a lutar contra as forças iraquianas por mais um ano antes de se renderem. Depois de fazer um juramento ao rei Faiçal do Iraque, os Barzanis foram autorizados a retornar a Barzan na primavera de 1933, onde descobriram que suas forças "devotamente leais" haviam mantido sua organização e armas.

## Consequências
Eventualmente, Mulá Mustafa se reuniu com o Xeique Ahmad Barzani, quando o governo iraquiano prendeu os irmãos e os exilou em Mosul em 1933. Os dois Barzanis foram transferidos para várias cidades no Iraque ao longo dos anos 1930 e início dos anos 1940. Durante esse tempo, suas paradas incluíram Mosul, Bagdá, Nassíria, Kifri e Altin Kopru antes de finalmente terminar em Sulaymaniya. Enquanto isso, de volta a Barzan, os combatentes da tribo Barzani restantes enfrentavam constantes pressões de prisão ou morte.